# Mary Philadelphia Merrifield
Mary Philadelphia Merrifield (Brompton, 15 aprile 1804 – Stapleford, 4 gennaio 1889) è stata una scrittrice inglese, in particolare fu una delle prime scrittrici di arte e moda. In seguito è diventata un'algologa (esperta di alghe).

## Biografia
Nacque a Brompton (Londra) nel 1804. Suo padre, Sir Charles Watkins, era un avvocato specializzato nel trasferimento di proprietà. Nel 1826/7, sposò John Merrifield e diede alla luce nel 1827 un figlio, Charles Watkins Merrifield, e un secondo figlio Frederick Merrifield nel 1831. In seguito si trasferirono a Dorset Gardens, Brighton. Suo marito lavorava come avvocato e lei intraprese la traduzione di un libro sulla pittura di un artista del XV secolo, Cennino Cennini . Il libro, Libro dell'Arte, fu pubblicato nel 1844.
Nel 1846 pubblicò L'arte dell'affresco (The Art of Fresco Painting), che le fu commissionato dalla Royal Commission on the Fine Arts, assistita dai suoi due figli. Nel 1850 espose i suoi dipinti nella prima mostra d'arte tenutasi al Royal Pavilion di Brighton.

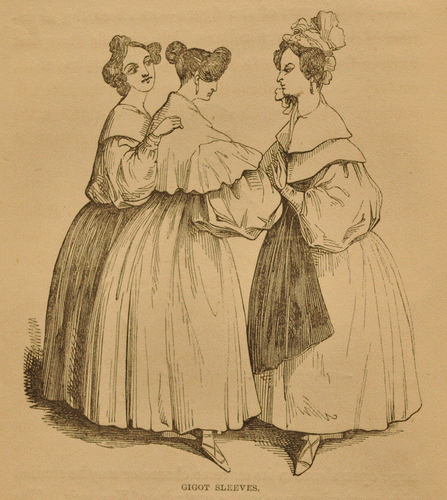
Mary Merrifield sulla moda

Nel 1854 scelse un soggetto diverso e pubblicò Dress as a Fine Art. Il suo approccio ha sfidato gli stereotipi, dimostrando che la moda era un argomento suscettibile di studio scientifico. Dimostrò che le persone interessate alla moda possono aspirare all'interesse accademico.

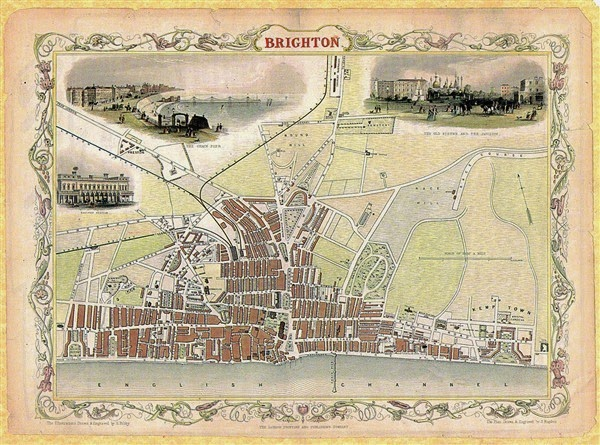
Mary Merrifield su Brighton

Nel 1857 dimostrò la sua conoscenza della storia locale quando pubblicò Brighton Past and Present . Nel 1857 le fu assegnata una pensione civile di £ 100 all'anno. Grazie alla sua posizione a Brighton per ricercare A Sketch of the Natural History of Brighton che, insieme a successivi articoli scientifici, l'ha resa un'esperta di alghe. Nel 1870 pubblicò altri articoli sulla storia naturale. Era così interessata a corrispondere con il naturalista Jacob Georg Agardh da imparatre lo svedese. Agardh restituì il complimento nominando un'alga australiana, Rytiphlaea Merrifieldiae (alias Nanopera merrifieldiae), dal suo nome.
Ha continuato a pubblicare articoli sulla rivista scientifica britannica Nature . Ha anche lavorato all'organizzazione di mostre di storia naturale al Brighton Museum and Art Gallery.
Merrifield morì vedova a casa di sua figlia a Stapleford il 4 gennaio 1889. Le sue collezioni di piante sono ora conservate dal Natural History Museum di Londra, con alcuni esempi nel Booth Museum of Natural History di Brighton. Suo figlio, Frederick, fu in seguito presidente della Brighton School of Art, mentre una delle nipoti Margaret Verrall divenne una studiosa di musica classica e un'altra, Flora Merrifield, era una sostenitrice del suffragio femminile nel Sussex. Il lavoro di Mary è stato oggetto di una mostra al Booth Museum of Natural History di Brighton nel 2019.

## Opere
- Trattato di Pittura (traduzione) - 1844
- L'arte della pittura ad affresco - 1846
- Trattati originali sulle arti della pittura - 1849
- Istruzioni pratiche per la pittura di ritratti ad acquerello - 1851
- Abito come un'arte - 1854
- Manuale di luci e ombre con riferimento al disegno del modello - 1855
- Brighton passato e presente - 1857
- Uno schizzo della storia naturale di Brighton - 1864